# La Montagne
La Montagne je francouzský hraný film z roku 2022, který režíroval Thomas Salvador. Snímek měl světovou premiéru na filmovém festivalu v Cannes dne 25. května 2022.

## Děj
Pierre je inženýr pracující v Paříži v oblasti robotiky. Když odjede do Alp na služební cestu, jeho mysl neustále přitahují hory a ledovce. Rozhodne se zůstat na místě, i když to znamená přijít o práci. Bivakuje na ledovci a rozhodne se, že se už dolů nevrátí. Zatímco jeho matka si myslí, že je tam šťastný, ostatní členové rodiny to nechápou a myslí si, že se zbláznil. V horách potká Léu, která spravuje horskou restauraci. Když byl z dálky svědkem zhroucení horského úbočí, rozhodne se přejít obrovský ledovec, aby si místo prohlédl zblízka. Mezi skalními bloky objeví podivná noční světla.

## Obsazení
| Thomas Salvador    | Pierre             |
| Louise Bourgoinová | Léa                |
| Martine Chevallier | Pierrova matka     |
| Laurent Poitrenaux | Marc, Pierrův otec |
| Andranic Manet     | Julien             |
| Sylvain Frendo     | průvodce           |
| Catherine Lefroid  | ošetřovatelka      |

## Ocenění
- Filmový festival v Cannes: Cena SACD
- Mezinárodní festival fantastických filmů Gérardmer: Cena poroty a Cena kritiků
- César: nominace v kategorii nejlepší vizuální efekty (Lise Fischer a Cédric Fayolle)